# Corneilhan
Corneilhan – miejscowość i gmina we Francji, w regionie Oksytania, w departamencie Hérault.
Według danych na rok 1990 gminę zamieszkiwały 1363 osoby, a gęstość zaludnienia wynosiła 96 osób/km² (wśród 1545 gmin Langwedocji-Roussillon Corneilhan plasuje się na 270. miejscu pod względem liczby ludności, natomiast pod względem powierzchni na miejscu 564.).